# More Light Presbyterians
More Light Presbyterians é uma coalizão de congregações e indivíduos da Presbyterian Church USA comprometidos com o aumento do envolvimento de todas as pessoas na igreja, independentemente da sexualidade. As igrejas participantes apóiam a declaração de missão:

"Seguindo o Cristo elevado, e buscando fazer da Igreja uma verdadeira comunidade de hospitalidade, a missão dos More Light Presbyterians é a completa participação de pessoas de fé gays, lésbicas, bissexuais e transgêneras na vida, ministério e testemunho da Presbyterian Church (USA)."

Na versão original:

"Following the risen Christ, and seeking to make the Church a true community of hospitality, the mission of More Light Presbyterians is the full participation of gay, lesbian, bisexual, and transgender people of faith in the life, ministry, and witness of the Presbyterian Church (USA)."

## História
O começo informal do movimento More Light foi em 1974, quando DAvid Bailey Sindt, numa reunião da Presbyterian General Assembly (Assembléia Geral Presbiteriana), segurou uma placa dizendo "Mais alguém aí é gay?" ("Is anybody else out there gay?")
Sindt convidou pessoas da igreja que a se juntarem ao que ele chamou "Presbiterian Gay Causus", depois mudando o nome para "Presbyterians for Gay Concerns," e depois "Presbyterians for Lesbian and Gay Concerns (PLGC." Naquela época todas as organizações presbiterianas dos Estados Unidos foram convidadas a enviar um relatório anual à Assembléia Geral, e a PLGC foi convidada a fazê-lo por William P. Thompson, Secretário da assembléia. No entanto, depois de horas de debate, a assembléia se recusou a aceitar o relatório do grupo. Subsequentemente, relatórios do grupo foram escritos, enviados e rejeitados todo ano até 1979. 
Foi depois da 190a reunião da Assembléia Geral, em 1978, que a assembléria aprovou a declaração de que "a homossexualidade não é o desejo de Deus para a humanidade" ("homosexuality is not God's wish for humanity") e "a prática homossexual sem arrependimento não está de acordo com os requerimentos para a ordenação" ("unrepentant homosexual practice does not accord with the requirements for ordination") que muitas congregações presbiterianas adotaram políticas acolhedoras para membros gays e lésbicas e afirmando seu direito à ordenação se eleitos pela congregação e achados qualificados pela sessão. 
A More Light Churches Network (MLCN) for formalizada em 1992, e em junho de 1998 o grupo combinou formar uma única organização junto com a ex-Presbyterians for Gay and Lesbians Concerns. A nova organização seria chamada More Light Presbyterians
More Light é um de vários programas acolhedores de pessoas LGBT de cristãos americanos. Grupos parecidos em outras denominações incluem "Reconciling Congregations" ente os Metodistas, "Open and Affirming Congregations" na United Church of Christ eChristian Church (Disciples of Christ), "Welcoming Congregations" naUnitarian Universalist Association, e "Reconciled in Christ Congregations" entre os Evangelical Lutherans.

## Origem do nome "More Light"
More Light, em inglês, significa "mais luz". John Robinson, líder espiritual dos peregrinos que fundaram a Colônia Plymouth, morreu na Inglaterra antes que pudesse se juntar a seus seguidores no Novo Mundo. Em 1946, o governador Edward Winslow lembrou os peregrinos da despedida de Robinson quando eles estavam partindo no navio Mayflower. Robinson havia conclamado os peregrinos a serem abertos a novos ensinamentos religionsos, e:

…se Deus revelar-nos qualquer coisa por qualquer outro instrumento seu, estar pronto a recebê-lo, como sempre estivemos para receber qualquer verdade pelo seu Ministério. Pois ele confiava que o Senhor tinha mais verdade e luz a ser revelada da sua sagrada Palavra."

No original:

…if God should reveal anything to us by any other instrument of his, to be as ready to receive it, as ever we were to receive any truth by his Ministry. For he was very confident the Lord had more truth and light yet to break forth out of his holy Word."

Nenhum professor já tinha perfeito conhecimento de Deus, Robinson havia dito:

"Pois apesar de haver coisas brilhantes e precioses nos seus Tempos, ainda Deus não havia revelado seu intentio desejo para eles; e, se estivessem agora vivendo, eles estariam tão prontos e dispostos a abraçar mais luz do que já haviam recebido"

Na versão original:

"For though they were precious shining lights in their Times, yet God had not revealed his whole will to them; and were they now living," saith he, "they would be as ready and willing to embrace further light as that they had received."

Nos anos 1950, o escritos de hinos Congrecionalista George Rawson (1807-1889) usou o discurso de Robinson como base para seu hino "We Limit Not the Truth of God", com a letra:
Nós não limitamos a verdade de Deus ao pobre alcançar de nossa mente --
Por noções de nosso dia e seita -- cru, parcial e confinado
We limit not the truth of God to our poor reach of mind --
By notions of our day and sect -- crude, partial, and confined
Aquele universo, quanto desconhecido! aquele oceano inexplorado
Pois Deus ainda tem mais luz e verdada para revelar-nos da Palabra
That universe, how much unknown! that ocean unexplored
For God hath yet more light and truth to break forth from the Word.
Deus Eterno, Palavra Encarnada, Espírito de chama e pombo,
aumente, expanda nossas almas vivas para compreendermos seu amor;
Eternal God, Incarnate Word, Spirit of flame and dove,
enlarge, expand all living souls to comprehend your love;
e nos ajude a todos a buscar sua vontade com poderes mais sábios
Oh Deus, conceda-nos ainda mais luz e verdade a ser revelada da Palavra
and help us all to seek your will with wiser powers conferred
O God, grant yet more light and truth to break forth from the Word.